# گنج‌دان
گنج‌دان روستایی از توابع بخش مرکزی شهرستان اسفراین در استان خراسان شمالی ایران است. کرمانجی زبان رایج در روستای گنج‌دان است.

## جمعیت
این روستا در دهستان میلانلو قرار دارد و براساس سرشماری مرکز آمار ایران در سال ۱۳۸۵، جمعیت آن ۷۱ نفر (۲۳خانوار) بوده‌است.